# Табуаду
Табуаду (порт. Tabuado)  —  район (фрегезия) в Португалии,  входит в округ Порту. Является составной частью муниципалитета  Марку-де-Канавезеш. По старому административному делению входил в провинцию Дору-Литорал. Входит в экономико-статистический  субрегион Тамега, который входит в Северный регион. Население составляет 1387 человек на 2001 год. Занимает площадь 8,64 км².